# Brad Jacobs
Bradley Jacobs, detto Brad (Sault Sainte Marie, 11 giugno 1985), è un giocatore di curling canadese, capitano della squadra che ha vinto la medaglia d'oro ai Giochi Olimpici di Soči 2014..

## Biografia
Ha iniziato a giocare a curling all'età di 10 anni. Nel 2008 ha formato la sua squadra, insieme ai cugini Eric Harnden e E. J. Harnden e a Caleb Flaxey. In carriera ha partecipato a un'edizione dei Mondiali, piazzandosi al secondo posto, e ha vinto un titolo del Tim Hortons Brier e cinque titoli provinciali dell'Ontario Settentrionale.

## Palmarès

### Olimpiadi
- 1 medaglia:

1 oro (Soči 2014).

### Campionati mondiali
- 2 medaglie:

1 argento (Victoria 2013).
1 bronzo (Moose Jaw 2025).